# نوادي إنقاذ الحياة في الجامعات البريطانية
جمعية نوادي إنقاذ الحياة في الجامعات البريطانية
"BULSCA"
وتعرف بأنها هي الهيئة الحاكمة للرياضة المنقذة للحياة على المستوى الجامعي في المملكة المتحدة.
حيث تقوم الهيئة بتنظيم جدول للمسابقات على مستوى الجامعة، والذي يقوم بدوره بمساعدة القضاة، كما يستضيف بطولة وطنية سنوية للطلاب.
بتنظيم مسابقات في إنجلترا واسكتلندا وويلز BULSCA تقوم ال
وتضم فرق أعضاء إيرلندا وإيرلندا الشمالية.
كما أنه تم تمثيل النادي في المسابقات الدولية وذلك تم في السنوات الأخيرة بما في ذلك جائزة {Grand Prix Moravie} والتي عقدت في برنو جهورية التشيك للسنتين 2018/2019 و 2019/2020،
بطولات في سوانسي وبريستول على التوالي BULSCA استضافت فريق يمثل الجامعات اليونانية.

## التاريخ
بدأ انقاذ الحياة التنافسي بين الأندية في الجامعات عبر المملكة المتحدة منذ أكثر من 15 عام والذي توسع بشكل كبير بسبب مشاركة المزيد من الاندية والذي جاء كتعاون وترابط صغير بين الأندية المتنافسة. ليتم تشكيل الهيئة في عام 2002 وذلك استجابة لهذه الشعبية المتزايدة للرياضة المنقذة للحياة في الجامعات. ومع تأسيس هذه الجامعة في موسم 2002/2003 التي جاءت لتوفير الاتصال بين مختلف المسابقات التي تستضيفها الجامعات على مدار الموسم.
```
وما الجدير بالذكر أنه من غير المألوف رؤية الآن من 20 إلى 30 
```

BULSCA فريقا في معظم المسابقات ومن ضمنهم الدوري في ال
حيث قدم الطلاب المواطنين كامل عطلة نهاية الاسبوع القيام بمنافسات تجمع بين كل من أحداث السرعة والأحداث التقليدية.
```
أما الآن فهو أصبح من الضروري تشكيل لجنة كاملة وذلك بسبب التطور والنمو التزايد في حجم الهيئة وطموحها، اذ تتكون من مزيج من أعضاء الهيئة الحاليين «أولاد كبار السن» اذ انه تم تشكيل اللجنة في عام 2007 .
```

يمكن القول أن التقويم اليومي للهيئة واسع النطاق مع 8 مسابقات دوري للهيئة في السنة والبطولات الوطنية للطلاب، وغير ذلك من المسابقات الإقليمية والوطنية والدولية.
```
بتقديم متطوعين لبعض الأحداث مثل:BULSCA قامت ال 
```

{London Triathlon}*
{Blenheim Triathlon}*
" RLSS "" Save a babys life"" & " Get Safe Four وحملات، إلى جانب العديد من الأحداث المحلية الصغيرة. Summer"
وبالرغم من إدارة الهيئة الحاكمة للرياضة للدوري والبطولات الا أنة الهيئة تعمل على تشغيل الدوات التي ستساعد الأعضاء خلال وقتهم المنقذ للحياة، ولتشجيع المشاركة في كل من:
- Lifesaving و *Lifesaving sport .

جمعية نوادي انقاذ الحياة في جامعات المملكة المتحدة
اختصار الاسم 	BULSCA
التشكيل	2002 (قبل 18 عام)
النوع	هيئة تنظيم الرياضة
الهدف (الغرض)	الرياضة المنقذة للحياة على مستوى الجامعة
خدم المنطقة	المملكة المتحدة
العضوية	(19) فريقا
الكرسي	Jared Wray
Main organ	اللجنة (8 أعضاء)
الانتماءات	اللجنة الملكية لانقاذ الحياة في المملكة المتحدة
الموقع الإلكتروني	www.bulsca.co.uk

## مسابقات الدوري
تجري المسابقات على مدار العام وذلك تماشيا وتنسيق مع تواريخ الفصل الدراسي الجامعي، وستم ذلك من أكتوبر إلى عيد الميلاد ومن يناير إلى مايو. اذ أنه يتم استضافة كل مسابقة من قبل أحد الأندية الأعضاء، كما أنه عادة ما تدخل الأندية فريقا اة فريقين (فريق«أ» و «ب»)، وفي كل عام هناك دوري لفريق أ وب.

## الأحداث الثابتة
.BULSCA تحدث هذه الأحداث في كل مسابقة
- - مسابقة محاكاة الطوارئ الجافة والرطبة.
  - تتابع حبل الرمي.
  - السباحة والقطر (السحب الجر).